# Hans Bild
Hans Bild (28 gennaio 1926 – 15 maggio 2004) è stato un calciatore tedesco, di ruolo centrocampista.

## Carriera

### Club
Giocò due anni nel Borussia Neunkirchen.

### Nazionale
Nella nazionale della Saar collezionò due presenze senza segnare nessun gol.